# Wetenschappelijk communisme
Wetenschappelijk communisme was een van de drie grote bestanddelen van marxisme-leninisme zoals onderwezen werd in de Sovjet-Unie in alle instellingen van het hoger onderwijs en voortgezet in de overeenkomstige onderzoeksinstellingen en afdelingen. De discipline bestond uit het onderzoeken van de wetgeving, modellen, manieren en vormen van klassenstrijd, socialistische revolutie en de ontwikkeling van socialisme en de constructie van het communisme. Tegen het einde van de Sovjet-Unie was het examen niet bijzonder moeilijk en werd het vaak meer behandeld als een formaliteit dan een serieuze stap in de sociale indoctrinatie.
Het slagen van de examens in wetenschappelijk communisme was een verplichte voorwaarde in het verkrijgen van een postdoctorale wetenschappelijke graad in de Sovjet-Unie; zie Kandidat naoek voor details.
Typische studierichtingen omvatten onder meer de volgende onderwerpen.
- De oorsprong en de ontwikkeling van de communistische theorie
- De theorie van de socialistische revolutie
- De internationale communistische beweging
- De dictatuur van het proletariaat
- De transformatie van socialisme in communisme
- De socialistische democratie
- De communistische interpersoonlijke relaties en opvoeding
- De kritieken op het anticommunisme

## Andere onderdelen van het marxisme-leninisme
- Marxistisch-leninistische filosofie (marxistische filosofie plus de ontwikkelingen van Vladimir Lenin), onderverdeeld in dialectisch materialisme en historisch materialisme
- Politieke economie onderverdeeld in de politieke economie van kapitalisme en politieke economie van socialisme